# دوچرخه‌سواری کیرین

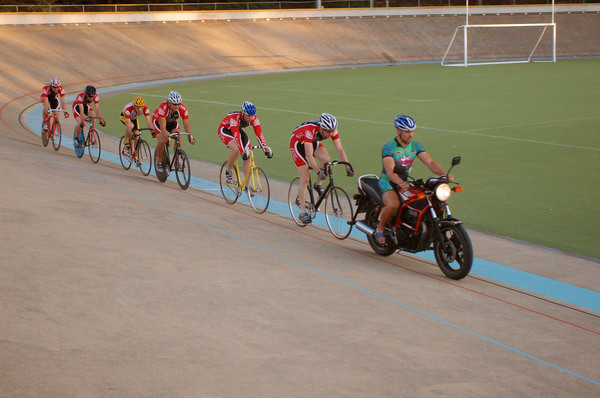
مسابقه کیرین در کانادا

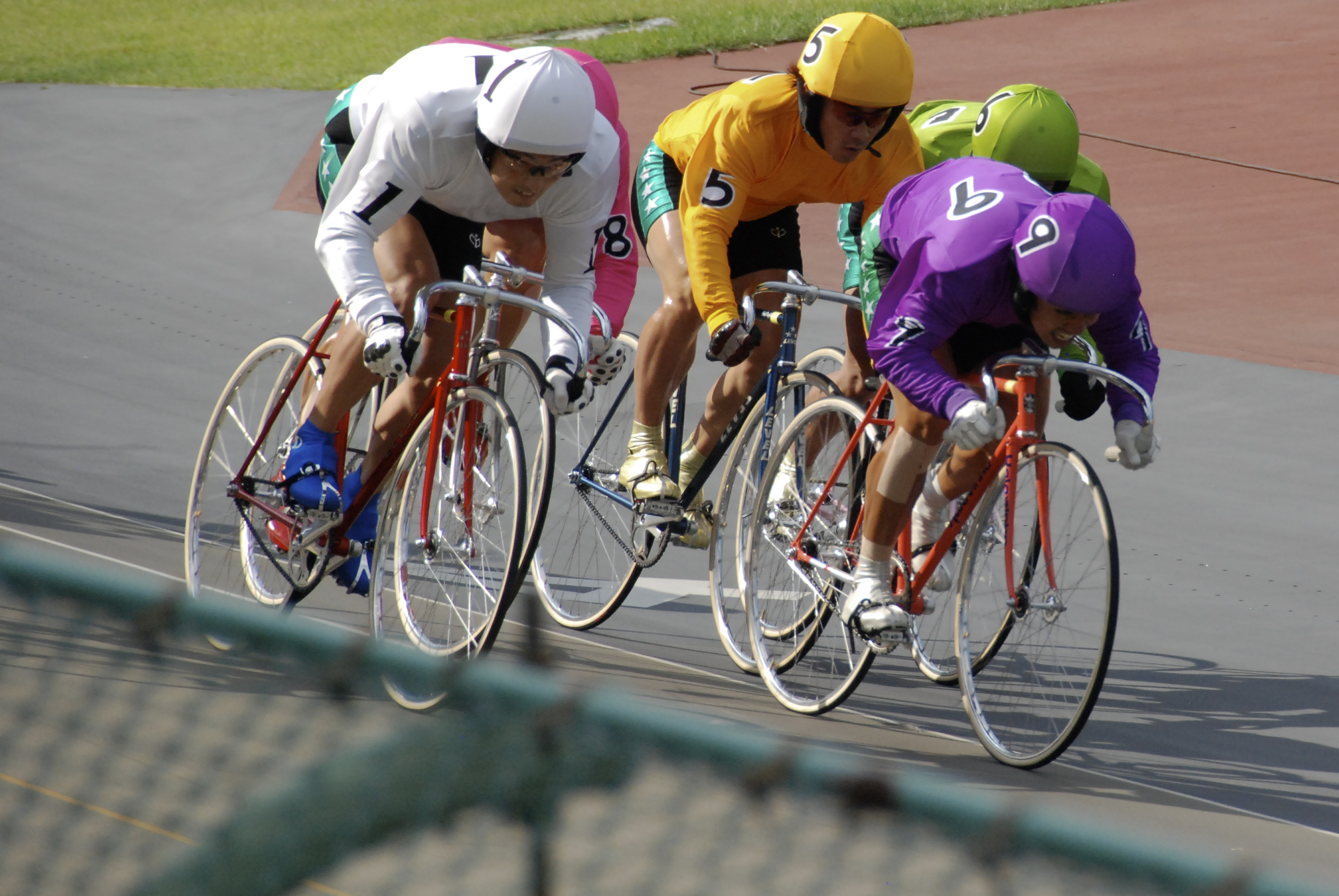
لحظات پایان یک مسابقه کیرین در ژاپن

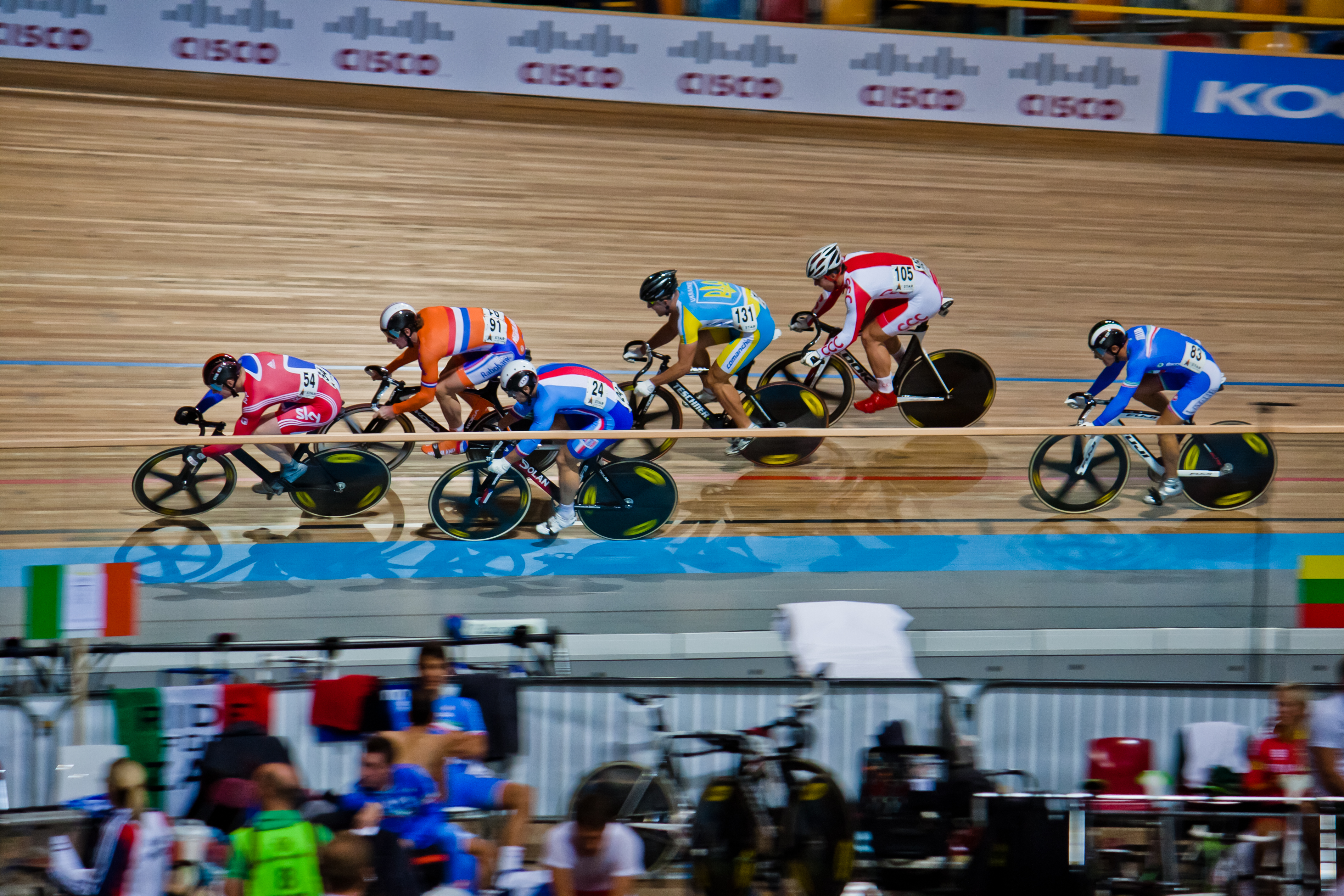
مسابقه کیرین قهرمانی اروپا

دوچرخه‌سواری کِیرین(به ژاپنی: 競輪) یکی از رشته‌های سرعتی دوچرخه‌سواری روی پیست است که ضرباهنگ مسابقه توسط یک موتورسیکلت مشخص می‌شود.
مسابقه کیرین در مسافت دو کیلومتر برگزار می‌شود (۸ دور در پیست ۲۵۰ متری، ۶ دور در پیست ۳۳۳ متری و ۵ دور در پیست ۴۰۰ متری) و دوچرخه‌سواران حدود دوسوم مسیر را پشت سر یک موتورسیکلت حرکت می‌کنند و حق سبقت از آن را ندارند. سرعت این موتورسیکلت در ابتدای رقابت حدود ۲۵ کیلومتر بر ساعت است و به تدریج بر سرعت خود افزوده و تا ۴۵ کیلومتر بر ساعت برای بانوان و ۵۵ کیلومتر برای آقایان افزایش می‌یابد. حدود ۶۰۰ تا ۷۰۰ متر مانده به پایان مسابقه موتورسیکلت از پیست خارج شده و دوچرخه‌سواران سرعت خود را افزایش داده و رقابت شدیدی را برای پیروزی در مسابقه برگزار می‌کنند. با سرعتی در حدود ۷۰ کیلومتر بر ساعت از خط پایان می‌گذرند.
کِیرین واژه‌ای ژاپنی به معنی «مسابقه دوچرخه‌سواری» است. این رشته در حدود سال ۱۹۴۸ با آغاز مسابقات دوچرخه‌سواری حرفه‌سواری در ژاپن ابداع شد. جایگاه دوچرخه‌سواری کیرین در ژاپن قابل مقایسه با رقابت‌های مسابقه موتورسواری در غرب است. حدود ۵۰ پیست دوچرخه‌سواری در سراسر ژاپن در روزهای آخر هفته مسابقات کیرین را برگزار می‌کنند و تماشاگران بسیاری برای شرط‌بندی بر روی این مسابقات در ورزشگاه حاضر می‌شوند.

## قهرمانی جهان و المپیک
رشته کیرین از سال ۱۹۸۰ در بخش مردان و از سال ۲۰۰۱ در بخش زنان در مسابقات قهرمانی دوچرخه‌سواری جهان برگزار می‌شود. دنیل کلارک استرالیایی و لی نا چینی اولین قهرمانان مرد و زن این رشته بوده‌اند. کیرین از المپیک ۲۰۰۰ سیدنی نیز وارد مسابقات المپیک شده‌است و کیرین زنان نیز از المپیک ۲۰۱۲ لندن وارد این رقابتها شده‌است.
| المپیک     | قهرمان مردان      |
| ---------- | ----------------- |
| ۲۰۰۰ سیدنی | فلورین روسو (FRA) |
| ۲۰۰۴ آتن   | رایان بایلی (AUS) |
| ۲۰۰۸ پکن   | کریس هوی (GBR)    |
| ۲۰۱۲ لندن  | کریس هوی (GBR)    |

| المپیک    | قهرمان زنان            |
| --------- | ---------------------- |
| ۲۰۱۲ لندن | ویکتوریا پندلتون (GBR) |
| ۲۰۱۶ ریو  | الیس لیخلی (NED)       |